# Ácido 7-hidroxinaftaleno-1-sulfônico
Ácido 7-hidroxinaftaleno-1-sulfônico, ácido 2-naftol-8-sulfônico ou ácido croceínico é um composto orgânico, um ácido sulfônico do 2-naftol, de fórmula C10H8O4S e massa molecular 224,23.

## História
Em 1881, Eugen Frank, da Friedr. Bayer & Co. Elberfeld, a empresa antecessora da Bayer AG, recebeu a primeira patente alemã para um ácido. Ele pertence aos chamados ácidos de letras, intermediários da produção de corantes derivados do naftaleno.

## Obtenção
O ácido croceínico pode ser obtido por sulfonação de 2-naftol com o ácido clorossulfônico a 40 °C. Isto produz o instável ácido 2-hidroxinaftaleno-1-sulfônico, que se rearranja em temperaturas mais baixas a ácido croceínico. A temperatura de 100 °C, ele é configurado novamente a ácido 2-hidroxinaftaleno-6-sulfônico